# Ruffey-lès-Beaune
Ruffey-lès-Beaune é uma comuna francesa na região administrativa da Borgonha-Franco-Condado, no departamento de Côte-d'Or. Estende-se por uma área de 15,55 km². Em 2010 a comuna tinha 774 habitantes (densidade: 49,8 hab./km²).